# (145453) 2005 RR43
(145453) 2005 RR43 est un objet transneptunien faisant partie de la famille de Hauméa. Il a été découvert le 9 septembre 2005 par Andrew C. Becker, Andrew W. Puckett et Jeremy M. Kubica à l'observatoire d'Apache Point à Sunspot (Nouveau-Mexique).

## Caractéristiques
2005 RR43 pourrait mesurer environ 300 km de diamètre. Son étude spectrale montre qu'il pourrait résulter d'une collision avec Hauméa.

## Orbite
L'orbite de 2005 RR43 possède un demi-grand axe de 43,505 ua et une période orbitale d'environ 287 ans. Son périhélie l'amène à 37,266 ua du Soleil et son aphélie l'en éloigne de 49,743 ua.